# Far till sol och vår
Far till sol och vår är en svensk komedifilm från 1957 i regi av Lars-Eric Kjellgren. I huvudrollerna ses Martin Ljung och Ann-Marie Gyllenspetz.

## Om filmen
Filmen premiärvisades den 28 oktober 1957 på biograferna Röda Kvarn i Helsingborg, China i Jönköping samt Skandia i Norrköping och i Eskilstuna. Inspelningen av filmen skedde med ateljéfilmning i Filmstaden Råsunda med exteriörer från olika vägar kring Stockholm, och vid ett flertal platser i Paris, Frankrike, av Martin Bodin och Pierre Lhomme. 
Stockholmspremiären ägde rum den 22 februari 1958 på biograf Skandia vid Drottninggatan. Filmen har visats vid ett flertal tillfällen i SVT, bland annat i januari 1984, i september 2019, i mars 2021 och i april 2025.

## Rollista i urval
- Martin Ljung – Martin Wide, turistbyråchef / Martins morfar
- Ann-Marie Gyllenspetz – Vera Boman, journalist och bussvärdinna
- Douglas Håge – disponent Kattmar, juvelsmugglare
- Git Gay – Tatjana, Kattmars partner
- Erik "Bullen" Berglund – chefredaktör för Stockholms-Posten
- Fritiof Billquist – Wexén, busspassagerare
- Ragnar Arvedson – doktor Alfonse Petitpoints, kirurg
- Astrid Bodin – fröken Lundbom, busspassagerare
- Hanny Schedin – fröken Brun, busspassagerare
- Torsten Lilliecrona – Lang, interpolagent
- Åke Lindström – Trent, interpolagent
- Carl-Axel Elfving – herr Andersson, busspassagerare
- Ulla-Bella Fridh – fru Andersson, busspassagerare
- Sten Ardenstam – kamrer Birger Böckling, busspassagerare
- Arthur Fischer – Anton, dräng
- Helga Brofeldt – bondmora

## Musik i filmen
- "Far till sol och vår", kompositör Charles Redland, Olle Strandberg (författare)
- "Flottarkärlek (Jag var ung en gång för längesen)", kompositör och text Hugo Lindh, instrumental
- "Trink, trink (Drick, drick)", kompositör Wilhelm Lindemann och Fritze Bollmann, tysk text Fritze Bollmann svensk text Karl-Ewert, instrumental
- "Wiener Blut (vals), op. 354 (Wienerblod)", kompositör Johann Strauss den yngre, instrumental
- "Heidenröslein/Sah' ein Knab' ein Roslein steh'n (Gossen såg en vildros stå)", kompositör Franz Schubert, tysk text Johann Wolfgang von Goethe svensk text Carl Snoilsky, framförs av Astrid Bodin med texten "Såg en pojk' en liten ros"
- "Hej dunkom, så länge vi levom", sång Douglas Håge och Martin Ljung
- "Burlatskaja/Svornik russkich narodnych psen/Éj uchnem'! (Pråmdragarnas sång/Volgasången)", svensk text Miguel Torres, instrumental

## DVD
Filmen gavs ut på DVD 2015 i samlingsboxen Den stora Povel Ramel-boxen.